# Economía de Cúcuta

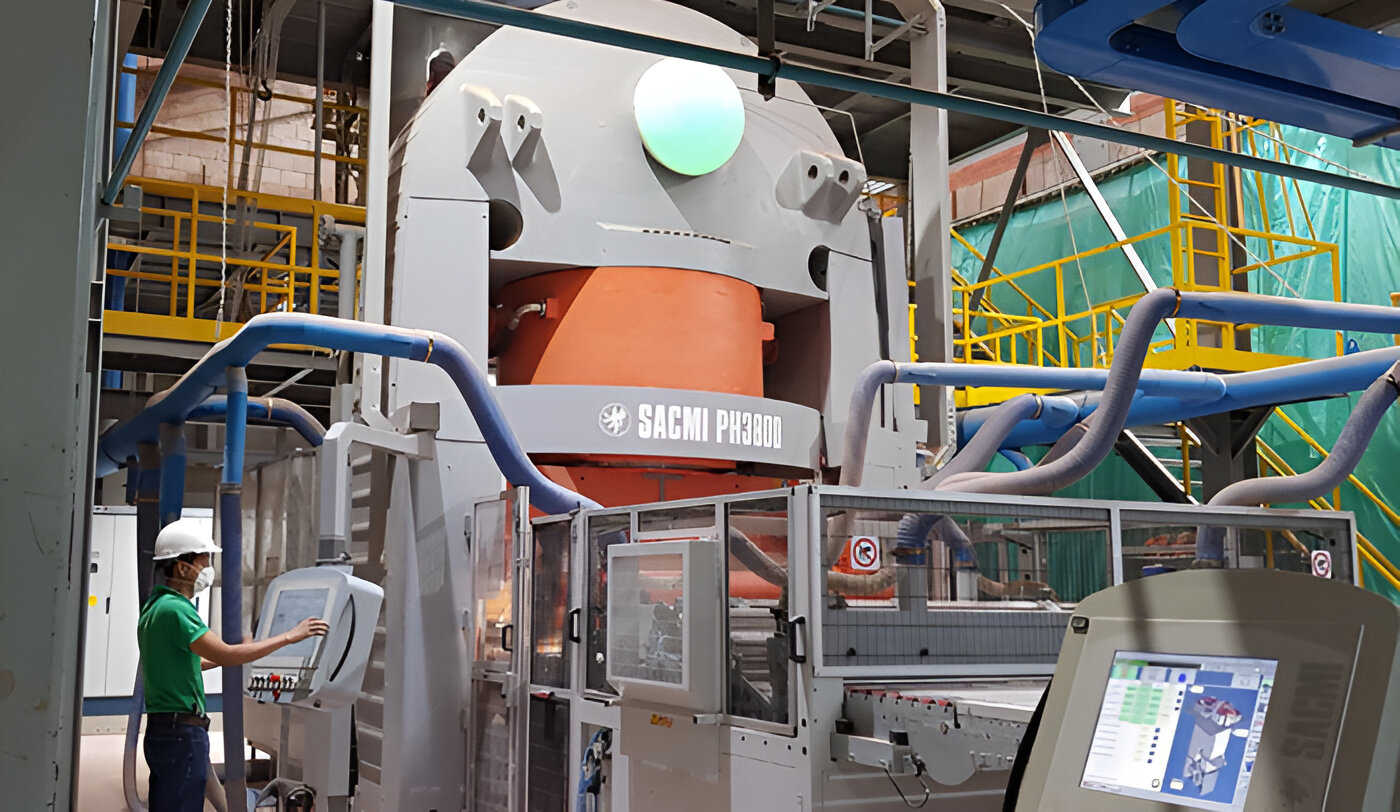
Planta de "Cerámica Italia", la empresa industrial más grande de Cúcuta.

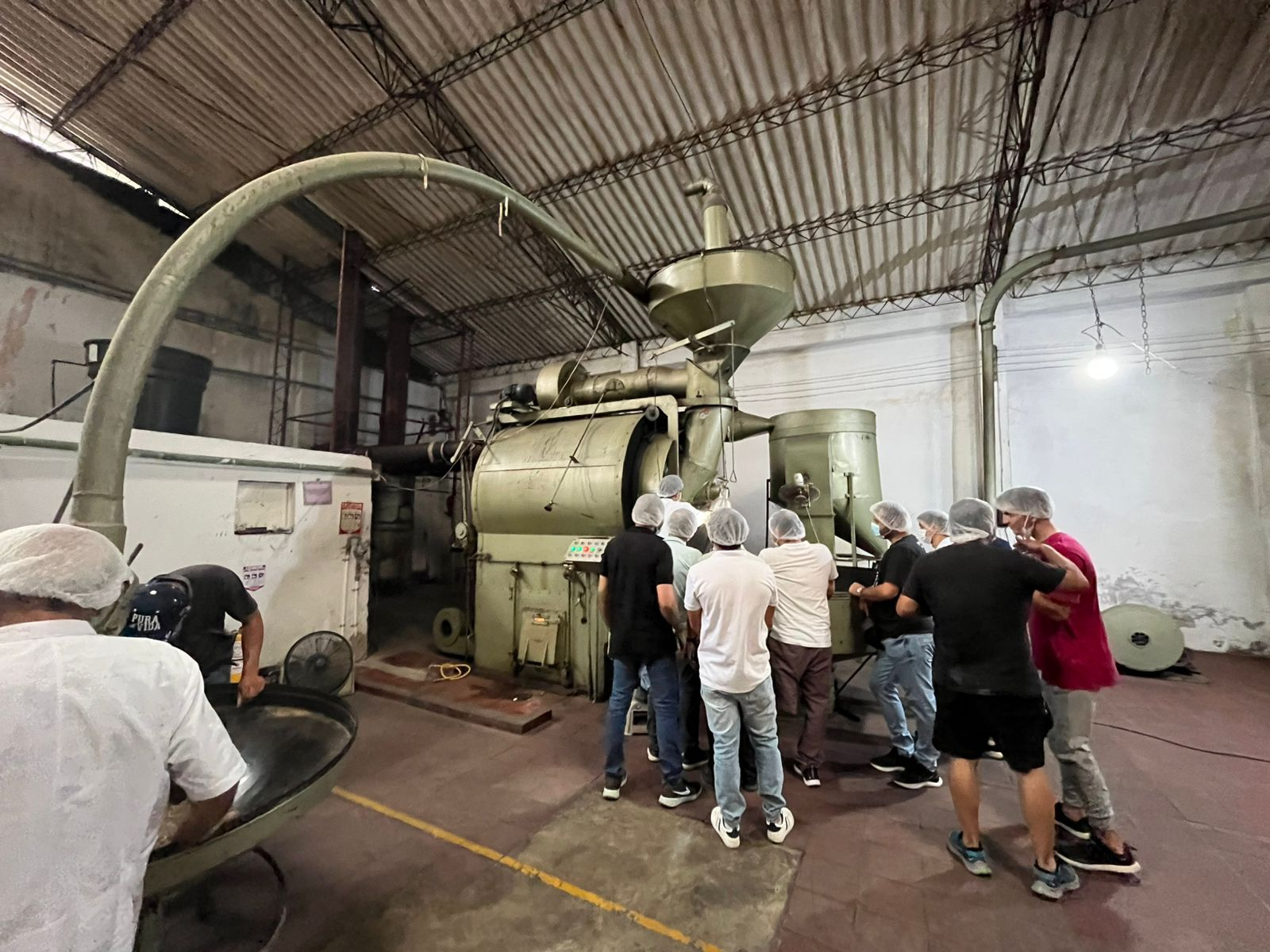
Máquina de tostión de café de la empresa "Café Frontera" en Cúcuta.

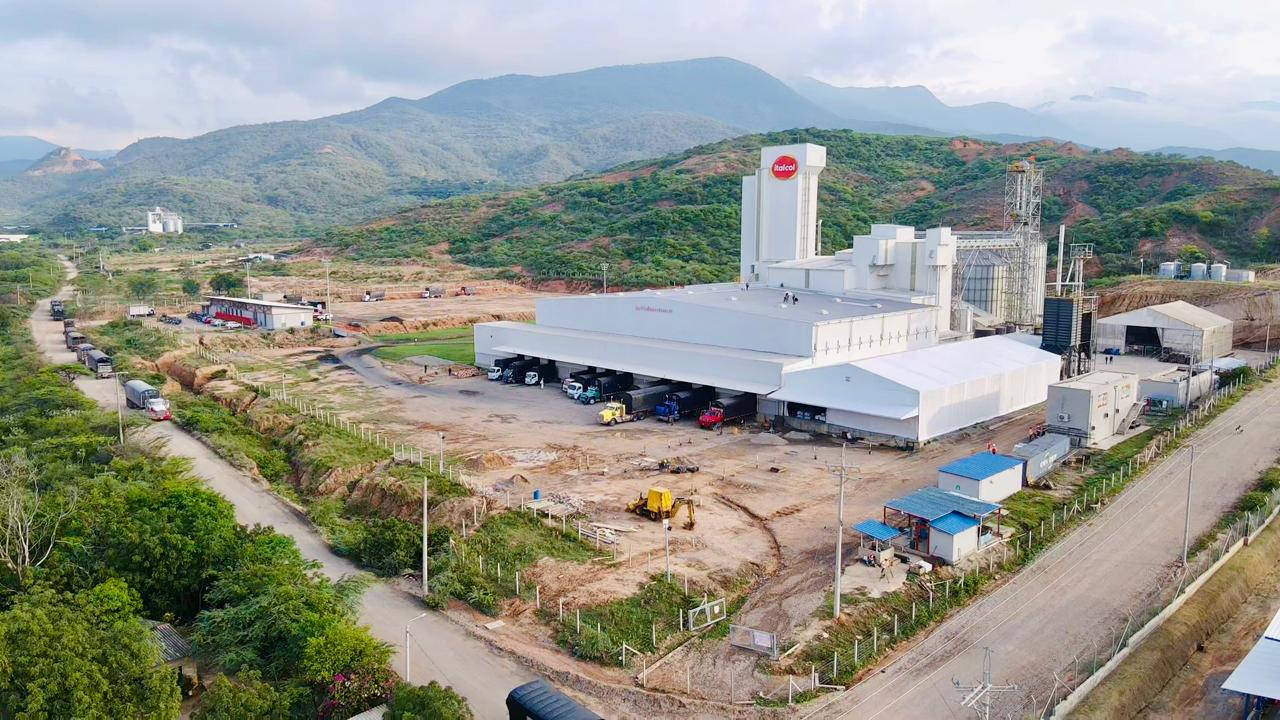
Planta de Italcol, empresa que fabrica concentrados para animales, materias primas y premezclas, en el Área Metropolitana de Cúcuta

Cúcuta es la capital del departamento colombiano de Norte de Santander. Se ha caracterizado por poseer tradicionalmente una economía comercial, debido a su proximidad a la frontera con Venezuela. En la ciudad circulan habitualmente dos monedas: el peso y el bolívar, siendo la primera la moneda oficial. Desde hace varios años, la tasa de desempleo presente en la ciudad fue una de las más bajas de todo el país, cifra que ha ido en aumento hasta alcanzar puestos topes.
Las industrias más desarrolladas son aquellas relacionadas con la construcción, específicamente las que producen cemento, ladrillos, arcilla y cerámica. La ciudad es un distrito minero, por lo que esta actividad ocupa un lugar privilegiado en la economía. Las características físicas de los minerales, especialmente del carbón (con niveles bajos en azufre y humedad), lo hacen atractivo en el mercado.También son importantes las industrias de textiles, calzado, marroquinería y la agrícola, relacionadas especialmente con el café, el arroz y los productos lácteos.
Con el TLC Colombia - Estados Unidos ha hecho que la ciudad afronte una transición de su economía comercial a una industrial. Un grupo numeroso de empresas provenientes de Venezuela se han establecido en Cúcuta, con el fin de exportar en un futuro próximo. La ciudad es además el principal puerto de exportación, en lo que respecta a vehículos, alimentos, ganado vacuno, etc.

## Situación geográfica e histórica
La ciudad se ubica en la cordillera oriental de los Andes colombianos, muy próxima a la frontera con Venezuela. Esta posición le concedió un desarrollo acelerado debido a que desde la época de la conquista se eligió como un paso obligado entre las ciudades de Bogotá y Caracas. En aquellos tiempos la economía de la ciudad tenía al cacao como su eje central, el cual era transportado por el entonces caudaloso río Pamplonita.
Desde tiempo inmemoriables y debido a su localización, la ciudad ha establecido un notable vínculo económico con el vecino país. Cúcuta y San Cristóbal son ciudades hermanas y es habitual que miles de sus habitantes se trasladen a una u otra diariamente, proceso en el cual se produce un intercambio comercial destacable. Solo 46 km de carretera las separan. Se calcula que unas 30.000 personas por día atraviesan el Puente Internacional Simón Bolívar y el Puente Internacional Francisco de Paula Santander.
La historia de la ciudad es trascendental para su economía, especialmente en lo que respecta al turismo. Se pueden encontrar monumentos correspondientes a la Batalla de Cúcuta (1813)

## Sistema económico

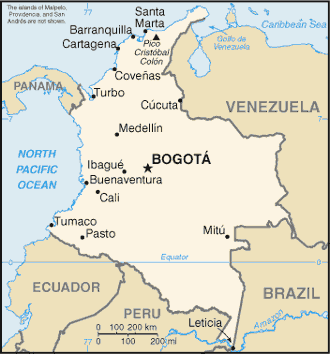
Mapa de Colombia

El sistema económico de Cúcuta es complejo y presenta cambios constantes, en virtud de su condición de ciudad fronteriza. Se ha establecido como un puerto terrestre internacional en el que confluyen miles de importaciones y exportaciones, por lo cual es de vital importancia para el país.
Las relaciones entre los gobiernos de Colombia y Venezuela no son siempre las mejores, por lo cual la economía se ve afectada con frecuencia. El cierre del Puente Internacional Simón Bolívar y el Puente Internacional Francisco de Paula Santander por personas que protestan tanto de Venezuela como de Colombia ocurre a menudo, por lo cual los procesos de importación y exportación se detienden.
La ciudad basa su economía en su producción industrial (relacionada mayormente con elementos de construcción como cemento, arcilla, ladrillos y en segundo plano, productos lácteos), pero también en el turismo proveniente de Venezuela. Es habitual el movimiento de dos monedas en la zona, el peso y el bolívar.
En la ciudad se pueden encontrar diversas instituciones del estado como el Banco de la República y la Dirección Nacional de Aduanas e Impuertos Nacionales ("DIAN"). La formalización de las empresas, también conocido como Registro Mercantil está a cargo de la Cámara de Comercio de Cúcuta. Agremiaciones como la Federación Nacional de Comerciantes (FENALCO) hacen presencia en la ciudad.
Zona económica
En diciembre de 2019 por decreto presidencial  se crean en Colombia las Zonas especiales y sociales económicas (ZESE) , las cuales son áreas geográficamente delimitadas ubicadas en Norte de Santander, La Guajira y Arauca, fronterizos con Venezuela, y las ciudades de Armenia y Quibdó. Este programa pretende establecer un régimen especial en materia tributaria con el fin de atraer inversión nacional y extranjera en sectores como comercio, industria y actividades agropecuarias. Dentro de los beneficios que ofrecerán a los inverisionistas las Zese está la posibilidad de acceder a una tarifa del 0% en renta por los primeros cinco años y a una reducción del 50% de la tarifa general de renta en los cinco años siguientes.

## Estadísticas económicas

### Producto interno bruto

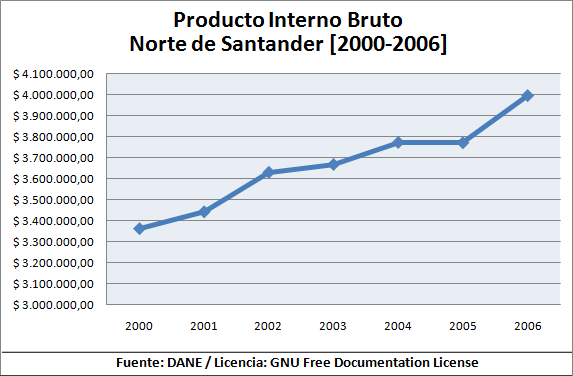
PIB de Norte de Santander. [2000-2006

El producto interno bruto es el valor monetario total de la producción corriente de bienes y servicios de un país (o cualquier otro ente geográfico, como un municipio o un departamento) durante un período (normalmente un trimestre o un año). En Colombia estos datos son recolectados y procesados por el Departamento Administrativo Nacional de Estadística ("DANE"), ente que cuenta con dependencias en todo el país. Los últimos datos respecto al PIB de los departamentos corresponden al año 2006.
El PIB en Colombia en el año de 2006 fue a precios constantes de 2000 de $254.553 miles de millones de pesos. El departamento Norte de Santander produjo el 1,57% de la mencionada cantidad. Los $3.995 miles de millones de PIB del departamento en el 2006, registran un incremento de 6% frente al PIB del año 2005.
En Norte de Santander, el PIB por habitante a precios de 2000 en el año 2006 fue de $3.184.948, monto que supera en 5,1 puntos porcentuales al que data del año inmediatamente anterior.

### Índice de Precios del Consumidor
]

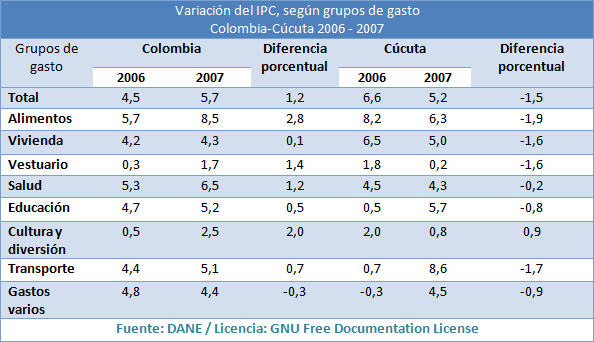
Índice de precios al consumidor. [2006-2007

Para el área metropolitana de Cúcuta, en el año 2007 se registró una variación del Índice de Precios al Consumidor ("IPC") del 5,2%, lo que muestra una disminución frente al mismo período del año 2006 de 1,5 puntos porcentuales. Cúcuta fue la ciudad con la tercera más baja inflación, superada en esta posición por los municipios de Pasto (2,64%) y Cali (4,99%). Los elementos esenciales con mayores alzas en el 2007 fueron: tomate 34,62%, panela 34,53%, jugos 28,04% y baterías 24,16%.
Detallado por grupos de gastos, los que presentaron mayor incremento, fueron: alimentos (6,27%) y transporte y comunicaciones (6,88%), Los subgrupos de mayor contribución fueron: carnes y derivados de la carne 0,61%, lácteos grasas y huevos 0,52% y gastos de ocupación de la vivienda 1,14%. En cuanto al comportamiento por segmentos de ingresos, el IPC anual para la ciudad de Cúcuta, arroja que los alimentos, con una variación de 7,5% y 6,7% respectivamente para los ingresos altos y medios tuvieron el mayor peso, en tanto que para ingresos bajos, fue el transporte y las comunicaciones con 8,1%, sin desestimar los alimentos con un 5,1%.
Para el año 2007, las cifras referentes a la dinámica del mercado laboral, para el área metropolitana de Cúcuta, arrojaron el siguiente comportamiento: La Tasa Global de Participación (TGP) en la ciudad fue de 60,50%, cifra superior en 1,50 puntos porcentuales, a la registrada el año inmediatamente anterior. Por su parte, La Tasa de Ocupación fue de 54,0%, superior en 2,60 puntos porcentuales a la del 2006.

### Registro Mercantil

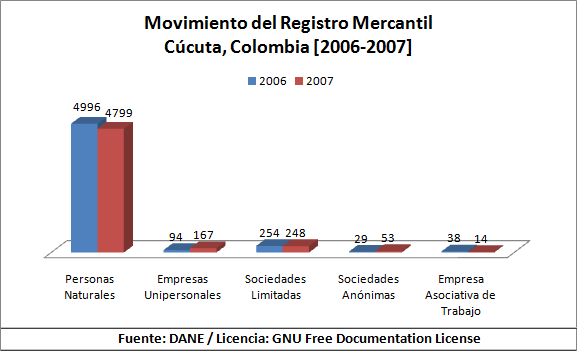
Registro Mercantil de la Cámara de Comercio de Cúcuta. [2006-2007

La Cámara de Comercio de Cúcuta hace parte de la "red nacional de servicios regístrales", que integra y centraliza el registro mercantil y el registro de proponentes, que es administrado por todas las cámaras de comercio del país. El RUE (Registro Único Empresarial) es el principal aliado estratégico del sector empresarial y del Estado, al proveer información y operaciones confiables y oportunas para la toma de decisiones.
El RUE inició labores el 1 de enero de 2005. Entre los beneficios que ofrece, está el solicitar y recibir certificados en línea, verificar homonimia, realizar matrículas, renovaciones o cancelaciones, inscribirse, actualizar o modificar el registro de proponentes, entre otras ventajas. Llegado el 31 de diciembre de 2005 se habían realizado 4618 operaciones con RUE.
En cuanto al desenvolvimiento del Registro Mercantil, sigue siendo un reflejo del entorno socioeconómico en el que se desarrollan las actividades empresariales. Hubo un crecimiento de 4070 empresas (32,73%), al comparar el año 2004 (12 432) con el 2005 (16 502).
Otro hecho que sobresale en el 2005, es la implementación del Modelo Único de Ingreso, Seguimiento y Control Automatizado (MUISCA) donde el RUT se convierte en un instrumento primordial para el empresario, debido a que no se puede realizar ninguna compra o venta sin este registro.
Haciendo referencia al año 2005, se puede decir que las matrículas, comparadas con el mismo período del año inmediatamente anterior, se incrementaron en 1856 empresas, es decir, un 39.59%; si nos referimos al acumulado de las renovaciones, se refleja un incremento del 25.28%, es decir 2381 empresas más que renovaron su matrícula; y finalmente analizar el acumulado de las cancelaciones, igualmente un aumento del 9.99%, lo que significa que se cancelaron 167 empresas para el período analizado.

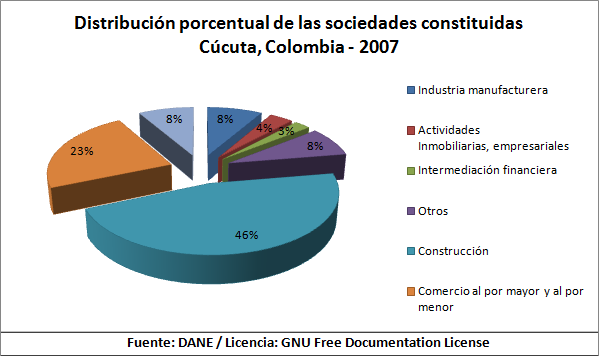
Sociedades constituidas en la Cámara de Comercio de Cúcuta. [2007

Como en los períodos anteriores, se refleja que la organización jurídica que más aporta al movimiento del registro mercantil son las personas naturales, pues al observar el acumulado de enero - diciembre de 2004 y 2005, se concluye que las matrículas aumentaron un 44.56%, las renovaciones 29.17% y por último las cancelaciones 13.60%.
De igual forma, se debe analizar el comportamiento de la inversión neta empresarial, entendido como el resultado de totalizar el valor de los activos totales y el capital, según la clase de organización jurídica de las nuevas empresas inscritas, sumarle el mismo monto de las empresas renovadas y restarle los valores con que contaba la empresa al momento de la liquidación.
Así pues, podemos establecer que la inversión neta empresarial al comparar el acumulado a diciembre de 2005 con relación al 2004, aumentó en 13,91%. Las actividades que presentaron mayor incremento fueron: actividades inmobiliarias y empresariales, otras actividades de servicios comunitarios, y la explotación de minas y canteras. Por otra parte, las actividades que se vieron más afectadas fueron: Hotelería y restaurantes, pesca, administración pública y defensa, y seguridad social.

### Registro de Proponentes y de E.S.A.L
En 2005, el Registro de Proponentes presentó una disminución en las matrículas de 3,9% y de 0,75% renovaciones. Las cancelaciones mostraron un aumento de 10,27%. Con respecto al Registro de Entidades Sin Ánimo de Lucro (E.S.A.L), en el año de 2004 – 2005 se observa una disminución en las inscripciones de 23,03% y un comportamiento constante en cuanto a liquidaciones se refiere.

## Estadísticas del mercado laboral

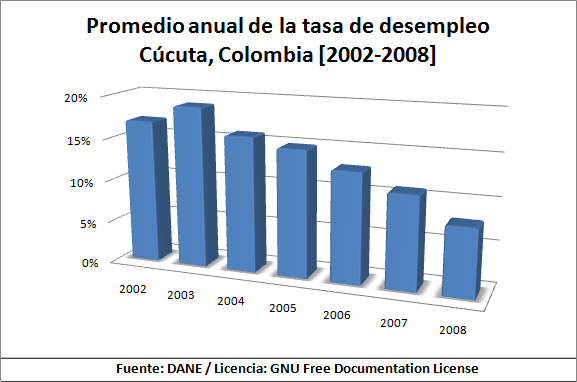
Tasa de desempleo. [2002-2008

De acuerdo a la encuesta continua de hogares – ECH, para el cuarto trimestre de 2005 la población nacional fue de 44'832.609 personas, de las cuales vivían 1.97% en el área metropolitana de Cúcuta, esto es 882.496 habitantes.
La tasa de ocupación nacional presentó un incremento de 1,2 puntos porcentuales entre el cuarto trimestre de 2005 y 2004, en contraste con la disminución de 3,08 puntos observada para la ciudad de Cúcuta, la cual terminó el año en 51,8%. Entre los periodos de referencia la poblaciónen edad de trabajar en Cúcuta aumentó en 19.672 personas y el volumen de ocupados disminuyó en 9.682 personas.
Por rangos de edad, de los 344.871 habitantes de Cúcuta que se encontraban ocupados entre octubre y diciembre de 2005, el 69,33% correspondió a quienes tienen entre 25 y 55 años, el 17,35% entre los 18 y 24 años, el 9,08% de 56 y más, y el 4,23% restante a quienes tienen de 12 a 17 años.
En este periodo las actividades económicas que tuvieron el mayor número de personas ocupadas fueron: comercio, restaurantes y hoteles (120.218 personas); servicios comunales, sociales y personales (70.275 personas); e industria manufacturera (74.716 personas).

### Desocupación

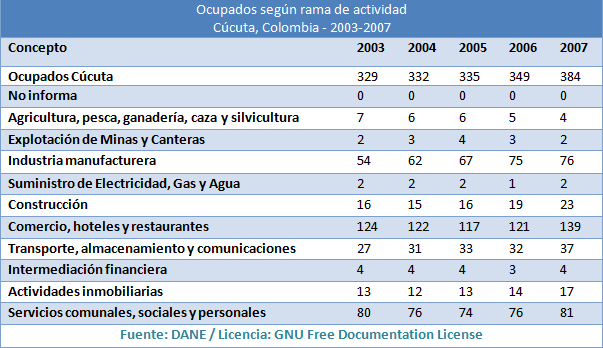
Ocupados según rama. [2006-2007

El desempleo en el cuarto trimestre de 2005 a nivel nacional obtuvo una tasa de 10,2%, lo que implicó una disminución de 1,9 puntos porcentuales respecto al último trimestre de 2004; mientras que a nivel del área metropolitana la tasa de desempleo fue de 12,6%, es decir, 1,3 puntos mayor que la registrada en el periodo equivalente de 2004.
Luego de dos años del cierre de la frontera colombo-venezolana, 2015- 2017, el impacto económico dejó un aumento en el índice de desempleo, del 14% al 16.1 %, la informalidad se mantuvo en primer lugar con un 69.8 %. Los sectores más afectados son el comercio, servicios y transporte. La Cámara de Comercio dice que 6 mil empresas cerraron en el primer semestre de 2017.

### Inactividad
El total de personas inactivas en Colombia en el último trimestre de 2005 fue de 13.483.157 personas, de ellas 271.092 habitaban en Cúcuta. En el cuarto trimestre de 2005 aumentaron los inactivos a nivel nacional y en el área en 239.480 y 24.793 personas respectivamente. Según su edad en Cúcuta, el 34,71% de los inactivos lo conformaban las personas entre los 12 y 17 años, seguido por aquellos entre 56 años y más, que representaron el 25,85%. Las principales actividades de la población inactiva fueron: estudio (38,16%) y oficios del hogar (43,46%).
El número de estudiantes aumentó en 10.195 personas y el de aquellos dedicados a oficios del hogar lo hizo en 11.294 respecto al periodo comprendido entre octubre y diciembre de 2004. Los habitantes con incapacidad permanente fueron 8.475 en el cuarto trimestre de 2005, circunstancia que implica un aumentó en 5.283 personas frente al mismo periodo de 2004.

### Tasa de participación

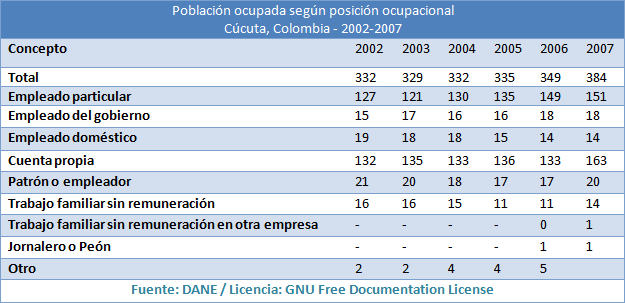
Ocupados según tipo de empleo. [2002-2007

A nivel nacional la tasa global de participación aumentó en 0,1 punto porcentual respecto al cuarto trimestre de 2004, para un total de 60,8% en el 2005.
Para Cúcuta, la tasa global de participación disminuyó en 2,6 puntos porcentuales frente al periodo octubre a diciembre de 2004, observándose una tasa de 59,3% en el último trimestre de 2005.

### Subempleo

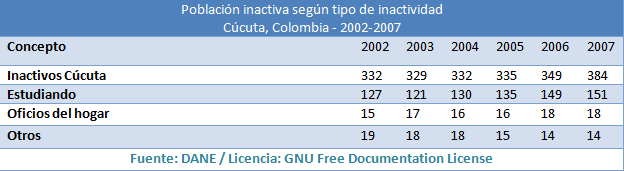
Población inactiva. [2002-2007

En el cuarto trimestre de 2005, la tasa de subempleo a nivel nacional fue de 31,6%, circunstancia que implicó un aumento de 0,19 puntos porcentuales con respecto al periodo equivalente en el 2004. El número de subempleados en el país en el último trimestre del año fue de 6.619.523 personas, de éstos 5.512.135 registraron tener un empleo inadecuado por ingresos, 680.424 consideran su empleo inadecuado según sus competencias y 2.274.898 se consideraron subempleados ya que el número de horas que laboran son insuficientes.
El subempleo en Cúcuta fue de 33,1% entre octubre y diciembre de 2005, esto es 3,9 puntos porcentuales menos en comparación al mismo trimestre de 2004. El total de personas subempleadas en la ciudad fue de 130.750, de ellos 27.998 lo fueron por insuficiencia en el número de horas que laboran, 9.790 porque su trabajo no corresponde a sus competencias y 117.917 por los ingresos que reciben.
De acuerdo a su rango de edad, los subempleados se encontraban distribuidos así al finalizar el 2005: 4,71% entre los 12 y 17 años, 20,25% entre los 18 y 24 años, 69,79% entre los 25 y 55 años de edad y 5,26% mayores de 56 años.

## Tratado de Libre Comercio con Estados Unidos
El Tratado de Libre Comercio entre Colombia y Estados Unidos proporciona grandes beneficios a la ciudad, debido a que este permite reafianzar su condición comercial y también desarrollarse industrialmente. Lo primero porque llegarán productos del país norteamericano a precios muy inferiores que serán adquiridos por los venezolanos y lo segundo porque las empresas del país bolivariano colocarán sus industrian en Cúcuta para poder exportar hacia Estados Unidos como si sus productos fuesen Colombianos. Concretamente se espera la llegada de más de 500 empresas en los próximos dos años.

La importancia del TLC para Colombia y en especial para Cúcuta, viene a llenar un vació internacional pues se abre la puerta de uno de los mercados con mayor consumo y por lo tanto con una gran variedad de demanda. Es por eso que todo Colombia se ha ido preparando para comenzar a colocar sus productos en el mercado norteamericano, desde el comercializador de frutas hasta el industrial más sofisticado y en Cúcuta uno de nuestros fuertes como la arcilla, en sus distintas manifestaciones (tejas, ladrillos, laminas) que se utilizan para prefabricados es un elemento de competitividad, el conocimiento de mucho talento de Cúcuta que puede entrar a competir abiertamente, la producción agrícola de cacao, palma africana en la región del catatumbo. Es por eso que para Cúcuta el TLC es una oportunidad comercial indiscutible que planificada traerá grandes beneficios a la región.
ABC Internacional

## Relaciones económicas con Venezuela

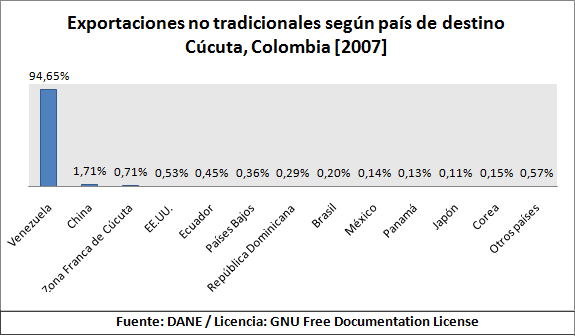
Exportaciones de Cúcuta (2007).

Venezuela ha sido tradicionalmente el segundo socio comercial de Colombia, tras Estados Unidos. Sin embargo y debido a las inestables relaciones entre las dos naciones y la dificultosa labor para conseguir dólares oficiales en Venezuela, México se ha posicionado en la actualidad como el segundo socio comercial de país cafetero.
Entre enero y noviembre de 2007 se registró un incremento de 87,4% en las exportaciones de Colombia hacia Venezuela. Tal incremento de las exportaciones al país bolivariano se debió a las mayores compras de carne, pollo, vegetales, azúcar, alimentos, confecciones, vehículos y manufacturas de cuero.